# هارپس
جستجوگر سرعت شعاعی سیارات با دقت بالا (HARPS) یک طیف‌نگار با دقت بالا از نوع echelle است که در سال ۲۰۰۲ روی تلسکوپ ۳٫۶ متری در رصدخانهٔ لاسیا در شیلی نصب شد. نخستین نور در فوریهٔ ۲۰۰۳ به دست آمد. HARPS بیش از ۱۳۰ سیارهٔ غیر خورشیدی را کشف کرده است که نخستین آن در سال ۲۰۰۴ بود. این جستجوگر سیارات غیر خورشیدی از موفق‌ترین ابزارها در کشف سیارات غیر خورشیدی مانند رصدخانهٔ فضایی کپلر است. این نسل دوم از طیف‌سنج‌های اندازه‌گیری دقیق شعاعی سرعت بود و بر اساس تجربهٔ طیف‌سنج‌های آلودی و کورالی ساخته شد.

## مشخصات
HARPS به صورت میانگین می‌تواند با دقت ۰٫۹۷ متر بر ثانیه (۳٫۵ کیلومتر / ساعت) سرعت شعاعی ستارگان را اندازه‌گیری کند، همچنین با دقت مؤثر از مرتبهٔ 30 cm s −1، آن را به یکی از معدود ابزارها در سراسر جهان با چنین دقتی در اندازه‌گیری سرعت شعاعی ستارگان مبدل می‌کند. این به دلیل طراحی است که در آن ستارهٔ هدف و یک طیف مرجع از لامپ توریم به‌طور همزمان با استفاده از دو فید فیبر نوری مشابه و همچنین توجه دقیق به ثبات مکانیکی مشاهده می‌شود: دستگاه در یک مخزن خلاء قرار دارد که تحت کنترل دما است در حدود ۰٫۰۱ کلوین. دقت و حساسیت دستگاه به گونه‌ای است که به‌طور تصادفی بهترین اندازه‌گیری‌های موجود در طیف توریم را تولید می‌کند. تشخیص سیاره در بعضی موارد توسط لرزه‌های ستاره‌ای دیده می‌شود و نه محدودیت‌های دستگاه.
محقق اصلی HARPS میشل مایور که همراه با دیدیه کلاز و Stéphane Udry از این ابزار برای توصیف سامانهٔ سیاره‌ای Gliese 581 استفاده کرده است، که یکی از کوچک‌ترین ابرزمین‌های شناخته‌شده در حال چرخش به دور ستاره‌ای عادی و دو ابرزمین در منطقهٔ قابل سکونت ستاره است.
ابتدا برای بررسی یک هزار ستاره مورد استفاده قرار گرفت.
از اکتبر ۲۰۱۲ طیف‌سنج هارپ دقیقاً برای تشخیص یک ردهٔ نو از سیارات است: زمین‌های فوق‌العاده قابل سکونت. این حساسیت از شبیه‌سازی سیگنال‌های ذاتی ستارگان و مشاهدات واقعی سیستم‌های سیاره‌ای انتظار می‌رود. در حال حاضر، HARPS می‌تواند تنها در اطراف ستاره‌های کم‌جرم فوق‌العاده زمین قابل سکونت را تشخیص دهد، زیرا این‌ها بیشتر تحت تأثیر کشش گرانشی از سیارات قرار دارند و مناطق قابل سکونت نزدیک به ستارهٔ میزبان دارند.

## اکتشاف‌ها
این یک فهرست ناقص از تعدادی از سیارات فراخورشیدی کشف شده توسط HARPS است. این لیست بر اساس تاریخ اعلام کشف مرتب شده است. از دسامبر ۲۰۱۷، این لیست شامل ۱۳۴ سیاره فراخورشیدی است.
| HD 330075 b | ۱۰ فوریه ۲۰۰۴  |
| Mu Arae c   | ۲۵ اوت ۲۰۰۴    |
| HD 2638 b   | ۲۲ مارس ۲۰۰۵   |
| HD 27894 b  | ۲۲ مارس ۲۰۰۵   |
| HD 63454 b  | ۲۲ مارس ۲۰۰۵   |
| HD 93083 b  | ۳۰ مارس ۲۰۰۵   |
| HD 101930 b | ۳۰ مارس ۲۰۰۵   |
| Gliese 581b | ۸ سپتامبر ۲۰۰۵ |
| HD 4308 b   | ۱۲ اکتبر ۲۰۰۵  |
| HD 212301 b | ۲۵ ژانویه ۲۰۰۶ |

| HD 69830 b  | ۱۸ مه ۲۰۰۶     |
| HD 69830 c  | ۱۸ مه ۲۰۰۶     |
| HD 69830 د  | ۱۸ مه ۲۰۰۶     |
| مو آرای د   | ۱۴/۱۸ اوت ۲۰۰۶ |
| گلیس 674 b  | ۲ آوریل ۲۰۰۷   |
| HD 100777 b | ۶ آوریل ۲۰۰۷   |
| HD 190647 b | ۶ آوریل ۲۰۰۷   |
| HD 221287 b | ۶ آوریل ۲۰۰۷   |
| Gliese 581c | ۲۳ آوریل ۲۰۰۷  |
| Gliese 581d | ۲۳ آوریل ۲۰۰۷  |

| HD 171028 b     | ۷ اوت ۲۰۰۷     |
| HD 40307 b      | ۲۷ ژوئن ۲۰۰۸   |
| HD 40307 c      | ۲۷ ژوئن ۲۰۰۸   |
| HD 40307 د      | ۲۷ ژوئن ۲۰۰۸   |
| گلیس ۱۷۶ ب (ج)  | ۴ سپتامبر ۲۰۰۸ |
| BD-17 ° 63 b    | ۲۶ اکتبر ۲۰۰۸  |
| HD 20868 b      | ۲۶ اکتبر ۲۰۰۸  |
| HD 73267 b      | ۲۶ اکتبر ۲۰۰۸  |
| HD 131664 b (a) | ۲۶ اکتبر ۲۰۰۸  |
| HD 145377 b     | ۲۶ اکتبر ۲۰۰۸  |

| HD 153950 b   | ۲۶ اکتبر ۲۰۰۸ |
| HD 47186 b    | ۹ دسامبر ۲۰۰۸ |
| HD 47186 c    | ۹ دسامبر ۲۰۰۸ |
| HD 181433 b   | ۹ دسامبر ۲۰۰۹ |
| HD 181433 c   | ۹ دسامبر ۲۰۰۹ |
| HD 181433 د   | ۹ دسامبر ۲۰۰۹ |
| HD 45364 b    | ۳ فوریه ۲۰۰۹  |
| HD 45364 c    | ۳ فوریه ۲۰۰۹  |
| Gliese 581e   | ۲۱ آوریل ۲۰۰۹ |
| Gliese 667 Cb | ۱۹ اکتبر ۲۰۰۹ |

| BD-08 ° 2823 b | ۱۶ دسامبر ۲۰۰۹ |
| BD-08 ° ۲۸۲۳ ج | ۱۶ دسامبر ۲۰۰۹ |
| HD 5388 b (ب)  | ۱۶ دسامبر ۲۰۰۹ |
| HD 181720 b    | ۱۶ دسامبر ۲۰۰۹ |
| HD 190984 b    | ۱۶ دسامبر ۲۰۰۹ |
| HD 125612 سی   | ۲۹ دسامبر ۲۰۰۹ |
| HD 125612 د    | ۲۹ دسامبر ۲۰۰۹ |
| HD 215497 b    | ۲۹ دسامبر ۲۰۰۹ |
| HD 215497 c    | ۲۹ دسامبر ۲۰۰۹ |
| HIP 5158 b     | ۲۹ دسامبر ۲۰۰۹ |

| HD 85390 b      | ۵ اکتبر ۲۰۱۰   |
| HD 90156 b      | ۵ اکتبر ۲۰۱۰   |
| HD 103197 b     | ۵ اکتبر ۲۰۱۰   |
| HIP 12961 b     | ۶ دسامبر ۲۰۱۰  |
| HD 1690 b       | ۱۷ دسامبر ۲۰۱۰ |
| HD 25171 b      | ۱۷ دسامبر ۲۰۱۰ |
| HD 113538 b     | ۱۷ دسامبر ۲۰۱۰ |
| HD 113538 c     | ۱۷ دسامبر ۲۰۱۰ |
| HD 217786 b (a) | ۱۷ دسامبر ۲۰۱۰ |
| HD 33473 Ab     | ۱۷ دسامبر ۲۰۱۰ |

| HD 89839 b    | ۱۷ دسامبر ۲۰۱۰ |
| HD 167677 b   | ۱۷ دسامبر ۲۰۱۰ |
| HD 10180 b    | ۲۳ نوامبر ۲۰۱۰ |
| HD 10180 c    | ۲۳ نوامبر ۲۰۱۰ |
| HD 10180 د    | ۲۳ نوامبر ۲۰۱۰ |
| HD 10180 e    | ۲۳ نوامبر ۲۰۱۰ |
| HD 10180 f    | ۲۳ نوامبر ۲۰۱۰ |
| HD 10180 گرم  | ۲۳ نوامبر ۲۰۱۰ |
| HD 10180 ساعت | ۲۳ نوامبر ۲۰۱۰ |
| HD 63765 b    | ۱ ژوئیه ۲۰۱۱   |

| HD 104067 b     | ۱ ژوئیه ۲۰۱۱ |
| HD 125595 b     | ۱ ژوئیه ۲۰۱۱ |
| HIP 70849 b     | ۱ ژوئیه ۲۰۱۱ |
| HD 137388 b     | ۸ ژوئیه ۲۰۱۱ |
| HD 204941 b     | ۸ ژوئیه ۲۰۱۱ |
| HD 7199 b       | ۸ ژوئیه ۲۰۱۱ |
| HD 7449 b       | ۸ ژوئیه ۲۰۱۱ |
| 82 G. Eridani b | ۱۷ اوت ۲۰۱۱  |
| 82 G. Eridani c | ۱۷ اوت ۲۰۱۱  |
| 82 G. Eridani d | ۱۷ اوت ۲۰۱۱  |

| HD 85512 b | ۱۷ اوت ۲۰۱۱     |
| HR 7722 c  | ۱۷ اوت ۲۰۱۱     |
| HD 1461 c  | ۱۲ سپتامبر ۲۰۱۱ |
| HD 13808 b | ۱۲ سپتامبر ۲۰۱۱ |
| HD 13808 c | ۱۲ سپتامبر ۲۰۱۱ |
| HD 20003 b | ۱۲ سپتامبر ۲۰۱۱ |
| HD 20003 c | ۱۲ سپتامبر ۲۰۱۱ |
| HD 20781 b | ۱۲ سپتامبر ۲۰۱۱ |
| HD 20781 c | ۱۲ سپتامبر ۲۰۱۱ |
| HD 21693 b | ۱۲ سپتامبر ۲۰۱۱ |

| HD 21693 c | ۱۲ سپتامبر ۲۰۱۱ |
| HD 31527 b | ۱۲ سپتامبر ۲۰۱۱ |
| HD 31527 c | ۱۲ سپتامبر ۲۰۱۱ |
| HD 31527 د | ۱۲ سپتامبر ۲۰۱۱ |
| HD 38858 b | ۱۲ سپتامبر ۲۰۱۱ |
| HD 39194 b | ۱۲ سپتامبر ۲۰۱۱ |
| HD 39194 c | ۱۲ سپتامبر ۲۰۱۱ |
| HD 39194 د | ۱۲ سپتامبر ۲۰۱۱ |
| HD 45184 b | ۱۲ سپتامبر ۲۰۱۱ |
| HD 51608 b | ۱۲ سپتامبر ۲۰۱۱ |

| HD 51608 c  | ۱۲ سپتامبر ۲۰۱۱ |
| HD 93385 b  | ۱۲ سپتامبر ۲۰۱۱ |
| HD 93385 c  | ۱۲ سپتامبر ۲۰۱۱ |
| HD 96700 b  | ۱۲ سپتامبر ۲۰۱۱ |
| HD 96700 c  | ۱۲ سپتامبر ۲۰۱۱ |
| HD 126525 b | ۱۲ سپتامبر ۲۰۱۱ |
| HD 134060 b | ۱۲ سپتامبر ۲۰۱۱ |
| HD 134060 c | ۱۲ سپتامبر ۲۰۱۱ |
| HD 134606 b | ۱۲ سپتامبر ۲۰۱۱ |
| HD 134606 c | ۱۲ سپتامبر ۲۰۱۱ |

| HD 134606 د | ۱۲ سپتامبر ۲۰۱۱ |
| Nu2 Lupi b  | ۱۲ سپتامبر ۲۰۱۱ |
| Nu2 Lupi c  | ۱۲ سپتامبر ۲۰۱۱ |
| Nu2 Lupi d  | ۱۲ سپتامبر ۲۰۱۱ |
| HD 150433 b | ۱۲ سپتامبر ۲۰۱۱ |
| HD 154088 b | ۱۲ سپتامبر ۲۰۱۱ |
| HD 157172 b | ۱۲ سپتامبر ۲۰۱۱ |
| HD 189567 b | ۱۲ سپتامبر ۲۰۱۱ |
| HD 204313 c | ۱۲ سپتامبر ۲۰۱۱ |
| HD 215152 b | ۱۲ سپتامبر ۲۰۱۱ |

| HD 215152 c   | ۱۲ سپتامبر ۲۰۱۱ |
| HD 215456 b   | ۱۲ سپتامبر ۲۰۱۱ |
| HD 215456 c   | ۱۲ سپتامبر ۲۰۱۱ |
| Gliese 667 Cc | ۲۱ نوامبر ۲۰۱۱  |
| HD 10180 I    | ۵ آوریل ۲۰۱۲    |
| HD 10180 j    | ۵ آوریل ۲۰۱۲    |
| GJ 3470 b     | ۲۲ ژوئن ۲۰۱۲    |
| گلیس ۶۷۶ سی   | ۲۹ ژوئن ۲۰۱۲    |
| گلیس ۶۷۶ د    | ۲۹ ژوئن ۲۰۱۲    |
| Gliese 676 e  | ۲۹ ژوئن ۲۰۱۲    |

| گلایس ۱۶۳ ب   | ۶ سپتامبر ۲۰۱۲ |
| گلیس ۱۶۳ ج    | ۶ سپتامبر ۲۰۱۲ |
| Gliese 667 Cd | ۲۵ ژوئن ۲۰۱۳   |
| Gliese 667 Cg | ۲۵ ژوئن ۲۰۱۳   |

## نگارخانه

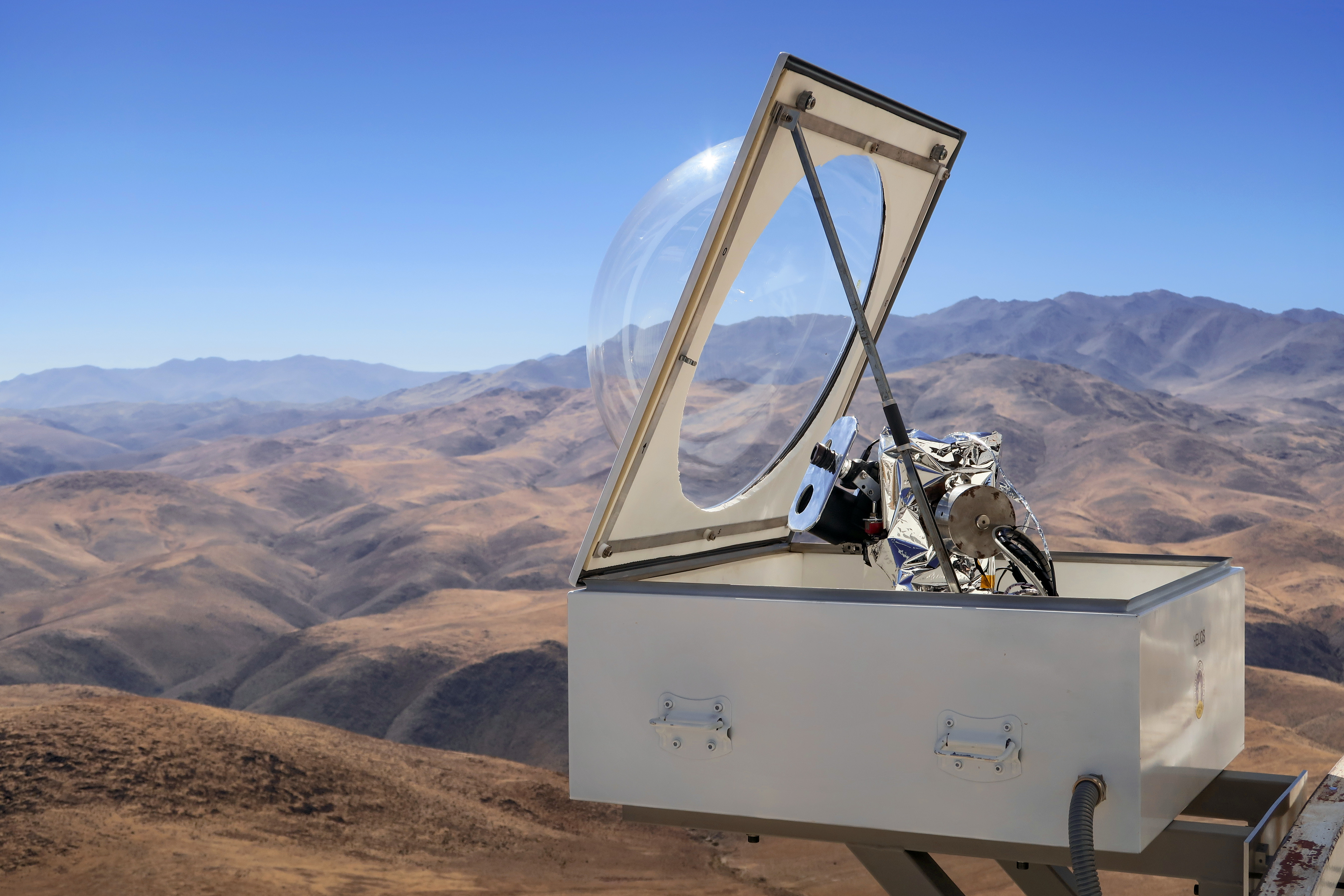
ابزار HELIOS برای تغذیه نور خورشید از طریق فیبر نوری به HARPS نصب شده است
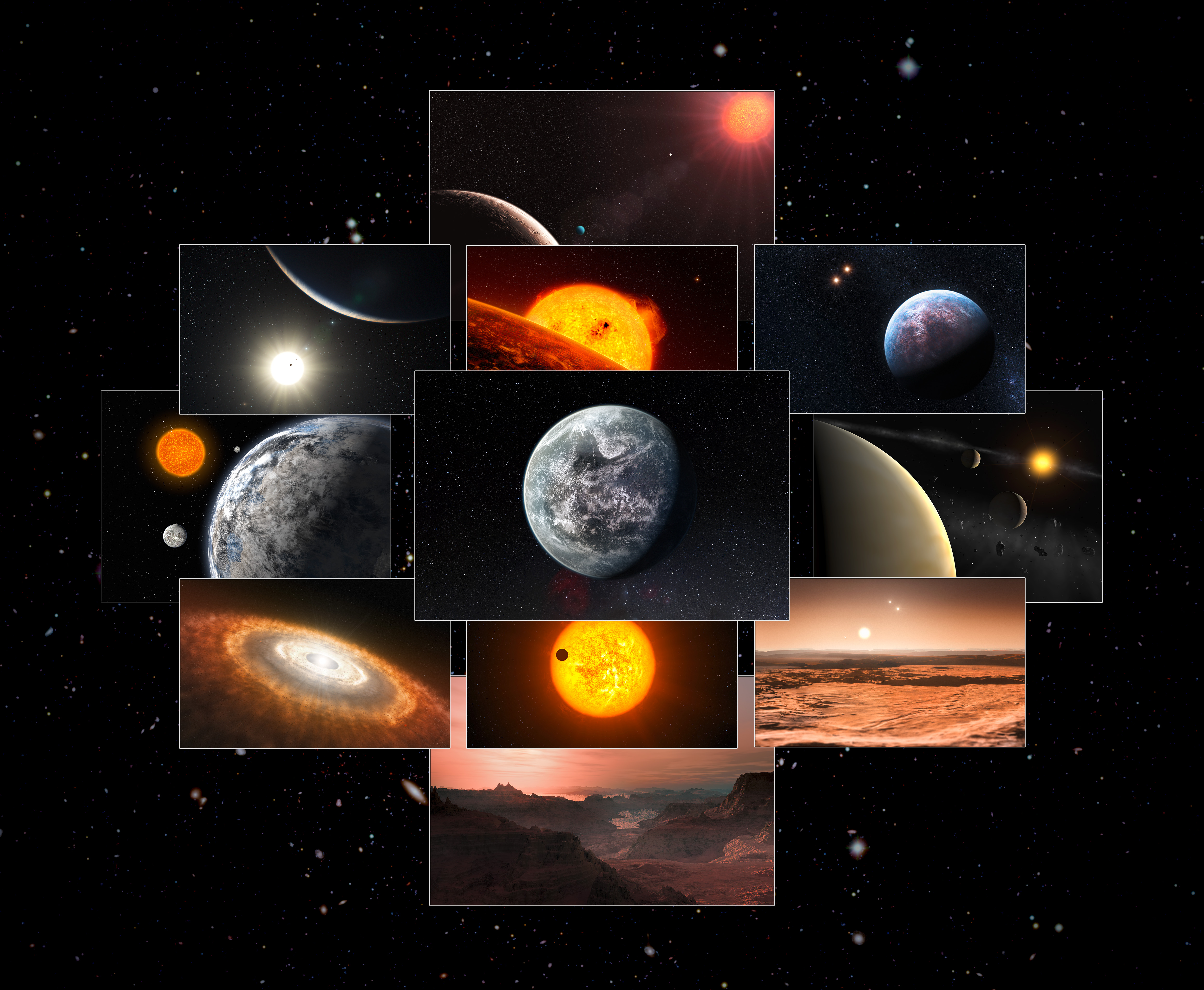
یک دهه از اکتشافات HARPS
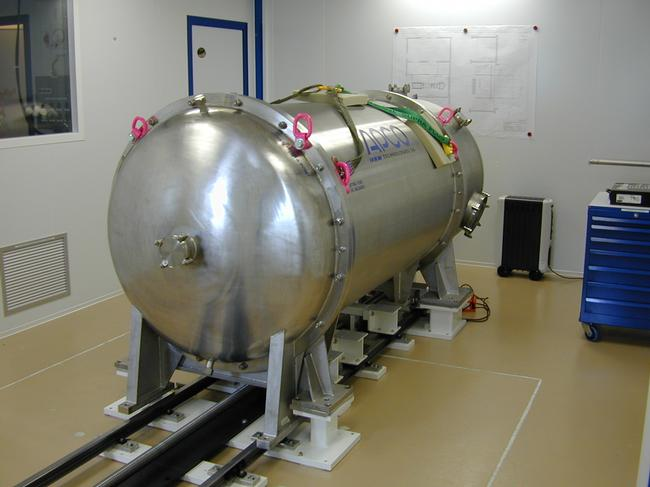
چنگ طیف
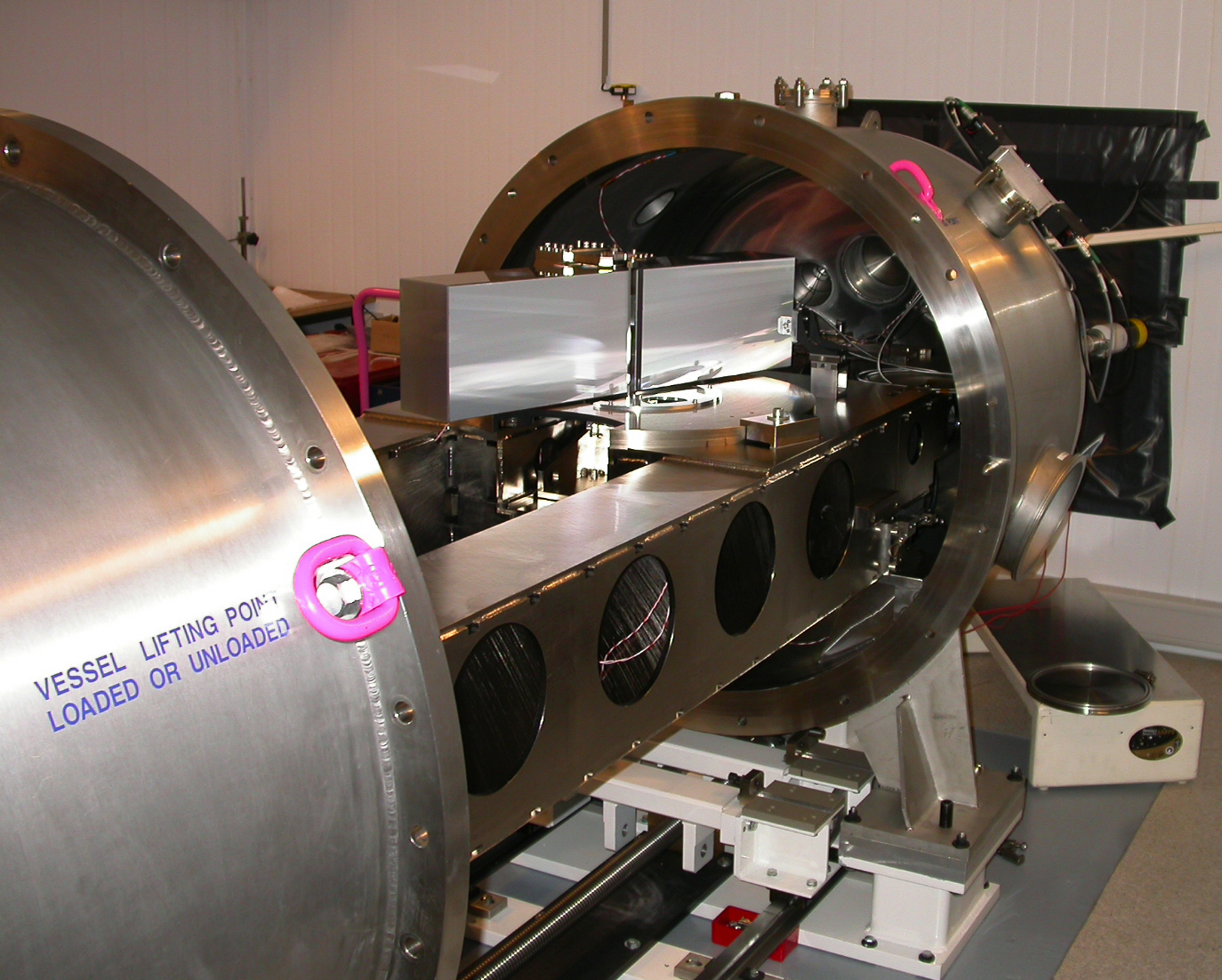
چنگ طیف جزئیات
- انیمیشن HD 10180 با آن هفت سیاره